# Les Roises
 Les Roises  es una población y comuna francesa, en la región de Lorena, departamento de Mosa, en el distrito de Commercy y cantón de Gondrecourt-le-Château.

## Demografía
| 35 | 32 | 26 | 34 | 40 | 40 |
| Para los censos de 1962 a 1999 la población legal corresponde a la población sin duplicidades (Fuente: INSEE [Consultar]) |    |    |    |    |    |